# Ареда (река)
Ареда́ — река в Забайкальском крае России, правый приток Куэнги.
Берёт начало на юго-восточном склоне Нерчинско-Куэнгинского хребта. Длина реки составляет 108 км. Площадь водосбора — 1140 км². Среднегодовой сток в устье — 3 487 000 м³.

## Инфраструктура
23 июля 2021 года из-за обрушения железнодорожного моста через реку Ареда между станциями Куэнга и Укурей двух направлениях было полностью остановлено движение поездов на Транссибирской железнодорожной магистрали. В ходе ремонтных работ была произведена установка двух металлических пролётных строений, мостового бруса и рельсов, отсыпка мостовых откосов и усиление земляного полотна. 25 июля было запущено движение в реверсивном виде по одной ветке. 27 июля движение по Транссибу было полностью восстановлено по временной мостовой переправе. Новый мост на этом месте планируется возвести в течение шести-девяти месяцев.